# فصة تاجية
الفصة التاجية نوع نباتي يتبع جنس الفصة من الفصيلة البقولية. اسمها العلمي (باللاتينية: Medicago coronata).

## الموئل والانتشار
تتواجد في الساحل السوري في بلاد الشام ومصر وكل مناطق شمال حوض البحر الأبيض المتوسط وقبرص وتركيا.